# James Gunn (cineasta)
James Francis Gunn Jr. (St. Louis, 05 de agosto de 1966) é um roteirista, diretor, produtor, ator e músico americano. Começou sua carreira como roteirista no final de 1990, escrevendo os roteiros de Tromeo and Juliet (1996), Scooby-Doo (2002), Scooby-Doo 2: Monsters Unleashed e a versão de 2004 de Dawn of the Dead. Gunn, então, começou a trabalhar também como diretor, começando com a comédia de terror Slither (2006). Em seguida, ele escreveu e dirigiu os filmes de super-herói Super (2010), Guardiões da Galáxia (2014) e Guardiões da Galáxia Vol. 2 (2017) e O Esquadrão Suicida (2021), além de ter dirigido e produzido a série I Am Groot (2022).
Em 2022, a Warner Bros. Discovery contratou Gunn para se tornar co-presidente e co-CEO da DC Studios.

## Biografia
Gunn nasceu em St. Louis, Missouri e foi criado em Manchester, Missouri. Seus irmãos são Sean, um ator; Matt, um escritor ator e político; Brian, um roteirista e produtor; e Patrick, um profissional de cinema e mídia, um ex-vice-presidente sênior com Artisan Entertainment. Sua irmã, Beth Gunn, é uma advogada que tem emprego em Los Angeles, Califórnia .
O pai de Gunn, James F. Gunn, é um parceiro e advogado corporativo do escritório de advocacia Thompson Coburn em St. Louis. O sobrenome de Gunn é derivado do irlandês nome MacGilGunn que significa "Filhos aos servos do Deus dos Mortos" .
Ao crescer, ele foi influenciado por filmes de baixo orçamento, como A Noite dos Mortos-Vivos e Sexta-Feira 13. Ele leu revistas como Fangoria e frequentou sessões de cinema de gênero, incluindo o original Dawn of the Dead, no Teatro Tivoli, em St. Louis. Na idade de 12 anos, ele começou a fazer oito milímetros de filmes de zumbis com seus irmãos em um bosque perto de sua casa.
James e seus irmãos são todos graduados da Saint Louis University High School, uma jesuíta alta escola localizada em Oak Reis, St. Louis. James passou a freqüentar Saint Louis University, também fundada pelos jesuítas, onde se graduou com um a Bachelor of Arts grau em Psicologia em 1992. Ele estudou cinema na Loyola Marymount University em Los Angeles por dois anos, mas deixou antes de se formar. Mais tarde, ele ganhou um Master of Fine Arts da Universidade de Columbia, em 1995.

## Polêmicas
Em 20 de julho de 2018 envolveu-se em uma grande polêmica. Usuários da rede social Twitter, trouxeram a tona antigos comentários de dez anos antes do diretor, que falavam explicitamente ofensivo de tom de humor. O que foi muito malvisto perante a opinião publica. Como resultado a Disney, detentora dos direitos dos filmes do universo Marvel encerrou imediatamente o seu contrato e retirou o diretor do futuro filme da franquia Guardiões da Galáxia. No mesmo dia, o diretor que estava cotado para apresentar uma novo produto da Sony Pictures na San Diego Comic-Con, optou por cancelar sua participação devido a grande polêmica.
O diretor em nota aceitou as consequências e pediu desculpas a comunidade por seus atos. Chegou a declarar: "Apesar do tempo ter passado, eu aceito e entendo as decisões empresariais tomadas hoje. Mesmo anos depois, eu aceito as consequências pela forma que me comportei na época". Em março de 2019, Gunn foi reintegrado pela Disney como diretor de Guardians of the Galaxy após se encontrar com Alan Horn, presidente da Walt Disney Studios. Gunn voltou a trabalhar no Guardians of the Galaxy Vol. 3 em outubro de 2021, após a conclusão de The Suicide Squad.

## Filmografia
| Ano  | Título                                  | Diretor        | Roteirista | Produtor |
| ---- | --------------------------------------- | -------------- | ---------- | -------- |
| 1996 | Tromeu & Julieta                        | Não            | Sim        | Não      |
| 2000 | Os Especiais                            | Não            | Sim        | Sim      |
| 2002 | Scooby-Doo                              | Não            | Sim        | Não      |
| 2004 | Tube                                    | Não            | Sim        | Não      |
| 2004 | Madrugada dos Mortos                    | Não            | Sim        | Não      |
| 2004 | Scooby-Doo 2: Monstros Liberados        | Não            | Sim        | Sim      |
| 2004 | LolliLove                               | Não            | Sim        | Não      |
| 2006 | Slither                                 | Sim            | Sim        | Não      |
| 2010 | Super                                   | Sim            | Sim        | Não      |
| 2014 | Guardiões da Galáxia                    | Sim            | Sim        | Não      |
| 2016 | A Experiência Belko                     | Não            | Sim        | Sim      |
| 2017 | Guardiões da Galáxia Vol. 2             | Sim            | Sim        | Não      |
| 2018 | Vingadores: Guerra Infinita             | Não            | Não        | Sim      |
| 2019 | Vingadores: Ultimato                    | Não            | Não        | Sim      |
| 2019 | Brightburn                              | Não            | Não        | Sim      |
| 2021 | O Esquadrão Suicida                     | Sim            | Sim        | Não      |
| 2021 | Pacificador (1° temporada)              | 8 Episódios    | Sim        | Sim      |
| 2022 | Eu Sou o Groot                          | Sim            | Sim        | Não      |
| 2022 | Guardiões da Galáxia: Especial de Natal | Sim            | Sim        | Não      |
| 2023 | Guardiões da Galáxia Vol. 3             | Sim            | Sim        | Não      |
| 2024 | Creature Commandos                      | diretor de voz | Sim        | Sim      |
| 2025 | Superman                                | Sim            | Sim        | Sim      |
| 2025 | Pacificador (2° temporada)              | 1 Episódio     | Sim        | Sim      |
| 2026 | Supergirl                               | Não            | Não        | Sim      |
| 2026 | Lanterns                                | Não            | Não        | Sim      |

## Recepção
Diretor
| Filme                       | Rotten Tomatoes | Orçamento      | Bilheteria     |
| --------------------------- | --------------- | -------------- | -------------- |
| Slither                     | 86%             | $15 milhões    | $12.8 milhões  |
| Super                       | 49%             | $2.5 milhões   | $422,618       |
| Guardiões da Galáxia        | 91%             | $195.9 milhões | $773.3 milhões |
| Guardiões da Galáxia Vol. 2 | 82%             | $200 milhões   | $861.8 milhões |
| O Esquadrão Suicida         | 90%             | $185 milhões   | $168.7 milhões |
| Guardiões da Galáxia Vol.3  | 82%             | $250 milhões   | $845.5 milhões |

## Prêmios e indicações
- 2005, Bram Stoker Award, por Madrugada dos Mortos (2004), nomeado.
- 2006, Chainsaw Award, por Slither, nomeado e ganhou.
- 2007, Saturn Awards, por Slither, nomeado e ganhou.
- 2014, Golden Raspberry Award, por Movie 43, nomeado e ganhou.
- 2015, Writers Guild of America Awards, por Guardiões da Galáxia, nomeado
- 2015 Hollywood Film Awards, por Guardiões da Galaxia, nomeado e ganhou
- 2015 Critics' Choice Awards, por Guardiões da Galaxia, nomeado e ganhou
- 2015 Saturn Awards (Melhor filme de livro de quadrinhos), por Guardiões da Galaxia, pendente
- 2015 Saturn Awards (Melhor Diretor), por Guardiões da Galaxia, pendente
- 2015 Saturn Award (Melhor roteiro com Nicole Perlman), por Guardiões da Galxia, pendente